# Giorgi Kinkladze
Giorgi Kinkladze (in georgiano გიორგი ქინქლაძე?; Tbilisi, 6 luglio 1973) è un ex calciatore georgiano, di ruolo centrocampista.

## Palmarès

### Club
- Campionato georgiano: 2

Dinamo Tbilisi: 1992-1993, 1994-1995
- Campionato cipriota: 1

Anorthosis: 2004-2005
- Coppa della Georgia: 2

Dinamo Tbilisi: 1992-1993, 1994-1995
- Coppa dei Paesi Bassi: 1

Ajax: 1998-1999
- Campionato georgiano di seconda divisione: 1

Mret'ebi Tbilisi: 1991

### Individuale
- Calciatore georgiano dell'anno: 2

1993, 1996